# Цветкович, Мариян
Мариян Цветкович (хорв. Marijan Cvetković; 13 октября 1920, Сисак, Королевство сербов, хорватов и словенцев — 12 сентября 1990, Загреб, Югославия) — югославский хорватский государственный деятель, председатель Президиума Социалистической Республики Хорватии (1982—1983), Народный герой Югославии.

## Биография
Родился в рабочей семье. Уже в 15-летнем возрасте присоединился к рабочему движению. В 1935 г. вступает в Союза коммунистической молодежи Югославии, в 1937 г. из-за своей политической деятельности подвергается аресту, ему было запрещено посещать учебные заведения. Тем не менее ему удалось экстерном получить среднее образование. В 1938 г. становится членом Коммунистической партии Хорватии. В Загребе он окончил торгово-экономический техникум. Являлся членом республиканского комитета комсомола Хорватии. Несколько раз арестовывался полицией, но ни разу не удавалось найти доказательств для предания его суду.
С момента оккупации Югославии фашистами включается в национально-осовободительную борьбу в районе Сисака. Участвовал во многих диверсионных партизанских операциях. Летом 1942 г. становится командиром батальона, который вскоре преобразуется в партизанский отряд Мославина. В конце 1942 г. формирует партизанское соединение в Славонии. Затем становится политработником 16-й молодежной бригады имени Йожи Влаховича и комиссаром Двенадцатой славонской дивизии. В 1943 г. назначается помощником комиссара Шестого славонского корпуса. Принимает участия в нескольких крупных освободительных операциях. В феврале 1944 г. назначен секретарем райкома КПЮ Мославины и секретарем Национального фронта. 
В послевоенное время занимал ряд ответственных должностей: был первым руководителем Отделения Защиты Народа Загреба, заместителем министра внутренних дел, председателем плановой комиссии Народной Республики Хорватии, секретаре Республиканского комитета Социалистического союза Хорватии, президентом Совета по здравоохранению, министром промышленности, министром труда Народной Республики Хорватии.
Избирался секретарем горкома СКЮ Загреба, организационным секретарь ЦК Союза коммунистов Хорватии, член Исполнительного комитета CK SKJ, председателем Союзного комитета Союза объединений борцов народно-освобободительной войны Югославии.
В 1982—1983 гг. — председатель Президиума Социалистической Республики Хорватии.
В ноябре 1953 г. удостоен звания Народного героя Югославии.